# Giorno della liberazione della Bulgaria
Il giorno della liberazione della Bulgaria dal dominio ottomano (in bulgaro: Ден на Освобождението на България от османско иго) è la festa nazionale della Bulgaria a partire dal 1991.
Questa importante ricorrenza nazionale viene celebrata ogni anno il 3 marzo e commemora la liberazione del paese dal dominio ottomano, avvenuta nel 1878. L'autonomia bulgara fu sancita con la Pace di Santo Stefano, firmata il 3 marzo (il 19 febbraio secondo il calendario giuliano) fra la Russia e l'Impero ottomano, ponendo fine alla guerra russo-turca del 1877-1878. La pace rappresentò simbolicamente la liberazione della Bulgaria.

## Storia
Il giorno della liberazione della Bulgaria fu celebrato per la prima volta il 19 febbraio 1879 nella vecchia capitale di Veliko Tarnovo. In quell'occasione, Antim I, primo esarca dell'Esarcato bulgaro e allora presidente dell'Assemblea nazionale costituente, tenne una cerimonia commemorativa nella chiesa di "Santa Madre di Dio", alla presenza di deputati e cittadini. 
Il 3 marzo 1880 la giornata venne celebrata a Sofia come Ascensione al trono dell'imperatore russo Alessandro II. A partire del 1882, fu riconosciuta come Giorno della Pace di Santo Stefano, mentre dal 1888 fino alla fine della Seconda guerra mondiale, venne commemorata come Giorno della Liberazione della Bulgaria dal dominio ottomano. 
Con l'introduzione del calendario gregoriano nel 1916, la festa venne celebrata per la prima volta il 3 marzo, data che venne poi adottata definitivamente.
Dopo la nascita della Repubblica popolare di Bulgaria nel 1946, le autorità comuniste avviarono negoziati per la creazione di una Federazione Balcanica. In questo contesto, la festività venne bollata come espressione del grande sciovinismo bulgaro e fu ufficialmente aboliita nel 1951 con l'entrata in vigore del Codice del lavoro. 
Con la graduale riabilitazione del nazionalismo bulgaro promossa da Todor Živkov, il giorno fu celebrato una sola volta - senza essere considerato festa ufficiale - con una decisione del Partito Comunista Bulgaro del 1978, in occasione del centenario della evento.
In seguito alle rivoluzioni del 1989, la Grande Assemblea Nazionale Bulgara modificò il Codice del Lavoro nel 1991, reintroducendo ufficialmente il 3 marzo come giorno della Liberazione della Bulgaria dal dominio ottomano, elevandolo a festa nazionale della Repubblica di Bulgaria.
La festivitá conserva ancora oggi un'importanza fondamentale nella storia e nella cultura bulgara, poiché riafferma i principi di libertà e indipendenza che, nel corso del XIX secolo, segnarono le vicende di numerose nazioni europeesoggette alla dominazione straiera.
La celebrazione si articola attraverso varie iniziative commemorative, volte a valorizzare i pilastri identitari della Nazione bulgara. Il 3 marzo, la bandiera nazionale viene issata solennemente e ghirlande di fiori vengono deposte presso il monumento al Milite Ignoto a Sofia, in memoria di coloro che hanno sacrificato la vita nella lotta per la liberazione della patria. In serata, nella piazza antistante l’Assemblea Nazionale, accanto al monumento dello Zar Liberatore – Alessandro II di Russia, si tiene una parata militare solenne. In tutto il paese, i cittadini rendono omaggio ai caduti, adornando con mazzi di fiori e corone i monumenti dedicati ai combattenti per la libertà della Bulgaria. Tra questi si ricordano principalmente i soldati dell’Impero russo – rappresentanti di diverse nazionalità e classi sociali – oltre a numerosi volontari, inclusi gli Opălčenci e i militari del Principato di Romania che combatterono fianco a fianco per la causa bulgara.